# Костенец Билло
Костенец Билло (лат. Asplenium billotii) — многолетнее растение семейства Костенцовые (Aspleniaceae).

## Описание
Гемикриптофит. Многолетнее травянистое растение 10-20 см высотой. Корневище ползучее или прямое. Вайи зимующие, продолговато-ланцетные, самые нижние сегменты первого порядка заметно короче последующих; пластинка ваи вдвое превышает черешок. Черешок при основании утолщенный, сорусы расположены по краю сегментов. Спороносить в июле-сентябре. Размножается вегетативно и спорами.

## Ареал
Распространение: Атлантическая и Средняя Европа, Средиземноморье, Южный берег Крыма (горы Аю-Даг, Кастель).

## Охрана
Занесён в Красную книгу Украины. Природоохранный статус вида — исчезающий.

## Систематика
Украинские ботаники Мосякин и Федорчук низводят этот вид до статуса синонима Asplenium obovatum Viv. subsp. lanceolatum.